# Marine Aircraft Group 29
29ème Groupe aérien du Corps des Marines
Le Marine Aircraft Group 29 (ou MAG-29) est un groupe aérien de l'United States Marine Corps  basé à la Marine Corps Air Station New River en Caroline du Nord qui est actuellement composé de quatre escadrons d'hélicoptère lourd CH-53E Super Stallion dont un Fleet Replacement Squadron, dont un escadron de remplacement de la flotte, deux escadrons d'hélicoptère léger d'attaque Bell AH-1Z Viper (en) et UH-1Y Venom et un escadron de soutien logistique. Il relève du commandement de la 2nd Marine Aircraft Wing et du II Marine Expeditionary Force.

## Mission
La mission du MAG-29 est de fournir un soutien aérien aux commandants de la Marine Air-Ground Task Force.

## Unités subordonnées
Les unités actuelles du MAG-29  :
- Marine Heavy Helicopter Squadron 366 (HMH-366 Hammerheads)
- Marine Heavy Helicopter Squadron 461 (HMH-461 Ironhorse)
- Marine Heavy Helicopter Squadron 464 (HMH-464 Condors)
- Marine Heavy Helicopter Training Squadron 302 (HMHT-302 Phoenix)
- Marine Light Attack Helicopter Squadron 167 (HMLA-167 Warriors)
- Marine Light Attack Helicopter Squadron 269 (HMLA-269 The Gunrunners )
- Marine Aviation Logistics Squadron 29 (MALS-29 Wolverines)

## Historique

### Origine
Le Marine Aircraft Group 29 a été mis en service le 1er mai 1972 par le Marine Helicopter Training Group 40 (MHTG-40) à la Marine Corps Air Station New River, Jacksonville en Caroline du Nord. Le MAG-29 était composé du Headquarters & Maintenance Squadron (H&MS-29), du Marine Air Base Squadron 29 (MABS-29) et du Marine Light Helicopter Squadron 268 (HML-268). Les escadrons étaient des unités nouvellement désignées en attente d'affectation de personnel et de matériel.

### Service
Le MAG-29 est déployé à l'appui de l'Opération Bouclier du désert  et de l'Opération Tempête du désert.
En 1993, les unités MAG-29 ont soutenu l'Opération Restore Hope des Nations unies et l'Opération Continue Hope en Somalie et l'Opération Deny Flight et l'Operation Provide Promise (en) dans l'ex-Yougoslavie. Au cours de l'été 1994, le personnel et les avions du MAG-29 ont soutenu l'Opération Uphold Democracy en Haïti. 
En 1999, Le MAG-29 avec le déploiement du HMM-365, a soutenu de nombreuses opérations dans les pays de l'Albanie, du Kosovo et de la Macédoine, l'aide humanitaire en Turquie et a participé à l'Opération Force alliée, l'Operation Allied Harbour (en), l'Opération Joint Guardian....
Après les attentats du 11 septembre 2001, le MAG-29 s'est préparé pour des opérations de soutien à New York et des opérations d'urgence à l'étranger. Le VMM-365 a été rapidement déployé et a reçu l'ordre d'être parmi les premières troupes en Afghanistan à l'appui de l'Opération Enduring Freedom. À la suite de cela, le MAG-29 a reçu l'ordre de se déployer en janvier 2003 pour devenir le 3rd Rotary Wing Group de la 3rd Marine Aircraft Wing à l'appui de l'Opération Iraqi Freedom...